# Municipio de Brown (condado de Hancock)
El municipio de Brown (en inglés: Brown Township) es un municipio ubicado en el condado de Hancock en el estado estadounidense de Indiana. En el año 2010 tenía una población de 2571 habitantes y una densidad poblacional de 32,21 personas por km².

## Geografía
El municipio de Brown se encuentra ubicado en las coordenadas 39°54′15″N 85°37′32″O / 39.90417, -85.62556. Según la Oficina del Censo de los Estados Unidos, el municipio tiene una superficie total de 79.82 km², de la cual 79,68 km² corresponden a tierra firme y (0,18 %) 0,15 km² es agua.

## Demografía
Según el censo de 2010, había 2571 personas residiendo en el municipio de Brown. La densidad de población era de 32,21 hab./km². De los 2571 habitantes, el municipio de Brown estaba compuesto por el 98,25 % blancos, el 0,39 % eran afroamericanos, el 0,16 % eran amerindios, el 0,19 % eran asiáticos, el 0,16 % eran de otras razas y el 0,86 % eran de una mezcla de razas. Del total de la población el 0,74 % eran hispanos o latinos de cualquier raza.